# Jaakow Dawid Taub

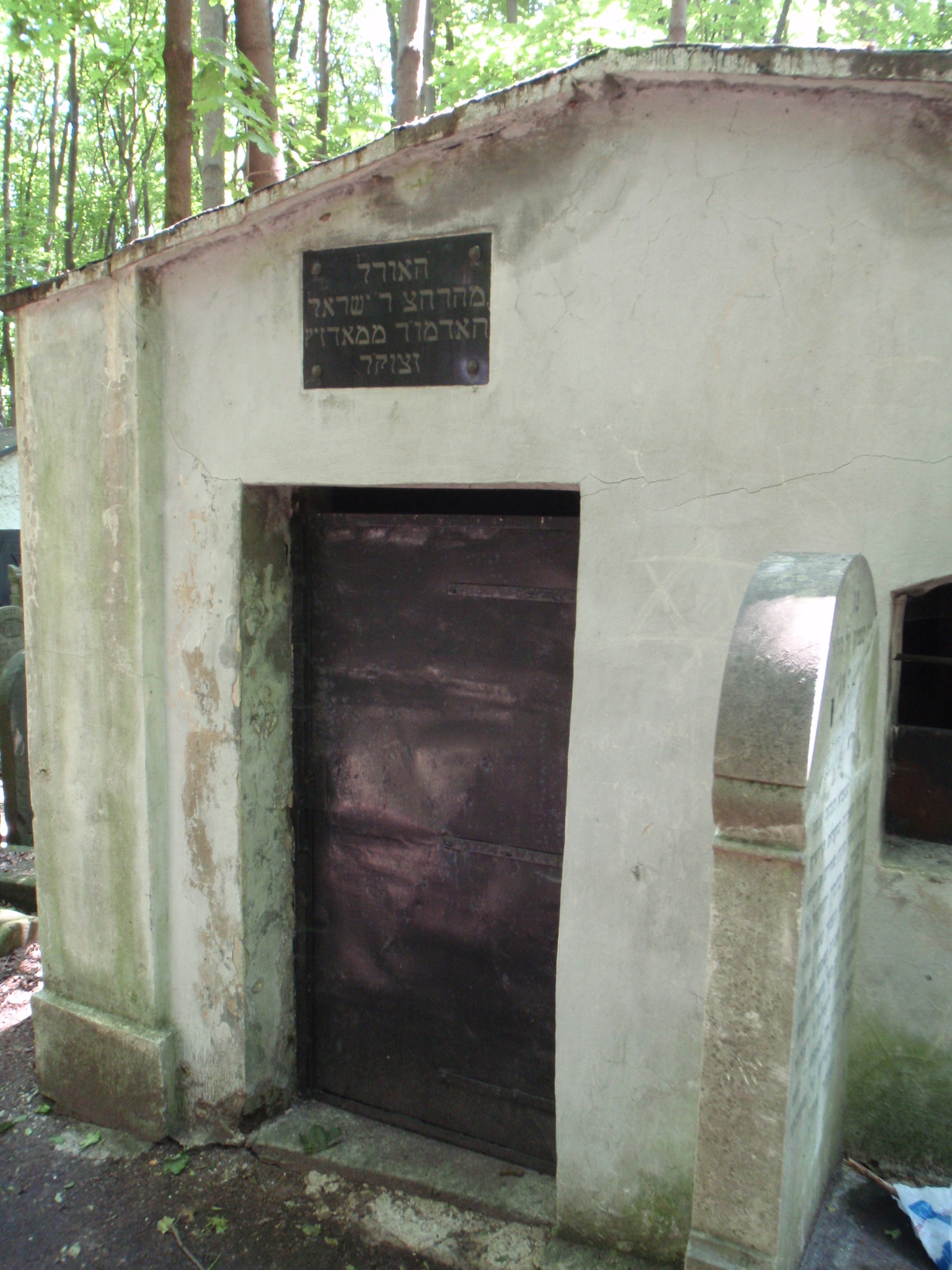
Ohel Jaakowa Dawida Tauba na cmentarzu żydowskim w Warszawie

Jaakow Dawid Taub (jid. יעקב דוד טאַוב; ur. 1878 w Ożarowie, zm. 24 listopada 1926 w Warszawie) – rabin, muzyk, kompozytor, cadyk z chasydzkiej dynastii Modrzyc.
Był synem cadyka Israela Tauba (1849–1920), założyciela dynastii modrzyckiej, wnukiem Szmula Eliasza ze Zwolenia i prawnuk Jechezkela z Kazimierza Dolnego. W 1921 odrzucił tytuł cadyka i wyjechał do Warszawy. Skupił wokół siebie grupę wyznawców, którym przewodził do śmierci.
Jest pochowany obok ojca w ohelu na cmentarzu żydowskim przy ulicy Okopowej w Warszawie (kwatera 47, rząd 14).